# Epopeia Games
Epopeia Games e uma desenvolvedora e publicadora de jogos eletrônicos brasileira, fundada em 2011 em Porto Alegre, Rio Grande do Sul, o estúdio é conhecido pelo desenvolvimento do jogo Mullet Madjack. 

## História e Fundamento
A Epopeia Games é uma empresa brasileira de desenvolvimento de jogos eletrônicos, fundada em 2011 por Ivan Sendin, André Schuch e Gustavo Silveiro. Localizada no Rio Grande do Sul, a empresa começou desenvolvendo jogos para terceiros, mas ao longo dos anos, passou a focar em lançamentos próprios, consolidando-se como uma das pioneiras na produção de jogos digitais no Brasil.
Inicialmente, a Epopeia Games produzia advergames para grandes empresas, o que permitiu o crescimento da equipe e a aquisição de experiência no mercado. Com o tempo, a empresa diversificou suas atividades, investindo em jogos para PC e consoles. Entre os títulos mais conhecidos estão "Gaucho and the Grassland" e "Mullet MadJack", que destacam elementos culturais e mecânicas inovadoras.
A empresa também atua como publicadora, ajudando outros desenvolvedores a lançar seus jogos no mercado global. Essa estratégia permitiu à Epopeia Games expandir sua presença e se tornar uma referência no setor de jogos eletrônicos.

## Jogos
Lista de jogos eletrônicos desenvolvidos e publicados pela Epopeia Games.
| Ano  | Título                   | Plataformas       | Desenvolvedora | Publicadora   |
| ---- | ------------------------ | ----------------- | -------------- | ------------- |
| 2018 | Goroons                  | Microsoft Windows | Epopeia Games  | Epopeia Games |
| 2018 | Goroons                  | Xbox One          | Epopeia Games  | Epopeia Games |
| 2018 | Goroons                  | Xbox Series X/S   | Epopeia Games  | Epopeia Games |
| 2018 | Goroons                  | Android           | Epopeia Games  | Epopeia Games |
| 2018 | Goroons                  | Linux             | Epopeia Games  | Epopeia Games |
| 2018 | Goroons                  | macOS             | Epopeia Games  | Epopeia Games |
| 2018 | Goroons                  | Nintendo Switch   | Epopeia Games  | Epopeia Games |
| 2021 | IIN                      | Microsoft Windows | Epopeia Games  | Epopeia Games |
| 2021 | IIN                      | Xbox One          | Epopeia Games  | Epopeia Games |
| 2021 | IIN                      | Xbox Series X/S   | Epopeia Games  | Epopeia Games |
| 2021 | IIN                      | Nintendo Switch   | Epopeia Games  | Epopeia Games |
| 2024 | Mullet Madjack           | Microsoft Windows | HAMMER95       | Epopeia Games |
| 2025 | Mullet Madjack           | Xbox One          | HAMMER95       | Epopeia Games |
| 2025 | Mullet Madjack           | Xbox Series X/S   | HAMMER95       | Epopeia Games |
| 2025 | Gaucho and the Grassland | Microsoft Windows | Epopeia Games  | Epopeia Games |
| 2025 | Gaucho and the Grassland | Linux             | Epopeia Games  | Epopeia Games |
| 2025 | Gaucho and the Grassland | Macintosh         | Epopeia Games  | Epopeia Games |
| TBA  | Outland Rapture          | Microsoft Windows | Epopeia Games  | Epopeia Games |
| TBA  | Outland Rapture          | Xbox One          | Epopeia Games  | Epopeia Games |
| TBA  | Outland Rapture          | Xbox Series X/S   | Epopeia Games  | Epopeia Games |
| TBA  | Outland Rapture          | Linux             | Epopeia Games  | Epopeia Games |
| TBA  | Outland Rapture          | macOS             | Epopeia Games  | Epopeia Games |

## Atuação como Publicadora
A Epopeia Games não apenas desenvolve seus próprios jogos, mas também oferece serviços de publicação para outros desenvolvedores da América Latina. A empresa cuida de aspectos como porting, marketing e localização, garantindo que os jogos sejam lançados de forma apropriada e alcancem um público mais amplo.

## Ligações Externas
- Epopeia Games
- Epopeia Games no Facebook
- Epopeia Games no Instagram
- Epopeia Games no X